# Desisa variegata
Desisa variegata är en skalbaggsart som beskrevs av Stefan von Breuning 1938. Desisa variegata ingår i släktet Desisa och familjen långhorningar. Inga underarter finns listade i Catalogue of Life.